# 長野県臼田高等学校
長野県臼田高等学校（ながのけん うすだこうとうがっこう）は、長野県佐久市臼田町臼田にあった公立高等学校。
略称は「臼高」（うすこう）、文化祭は「臼高祭」といった。

## 沿革
- 1907年4月 - 南佐久郡立乙種農業学校として開校。以降、南佐久郡立農学校、長野県南佐久農学校、長野県南佐久農蚕学校と改称。
- 1948年4月 - 学制改革により、臼田実科高等女学校が長野県臼田高等学校に、長野県南佐久農蚕学校が長野県南佐久農業高等学校となる。
- 1949年4月1日 - 長野県臼田高等学校と長野県南佐久農業高等学校が統合し、長野県臼田高等学校となる。全日制に農業科、林業科、木材工芸科、普通科、被服科と定時制普通科を設置。
- 1966年4月1日 - 衛生看護科を設置。
- 1969年3月31日 - 定時制課程を廃止。
- 1973年4月1日 - 木材工芸科をインテリア科と改称。
- 1978年4月1日 - 農業科を園芸科と改称。
- 1989年4月1日 - 園芸科、林業科を統合し、環境緑地科を設置。
- 1997年4月1日 - 被服科をアパレルデザイン科と改称。
- 2004年3月16日 - 衛生看護科を閉科。
- 2009年 - 制服改正。
- 2010年 - グリーンライフ科・デザイン科新設、環境緑地科・インテリア科・アパレルデザイン科を募集停止。
- 2014年10月 - 長野大学と高大交流協定を締結（同協定は長野県佐久平総合技術高等学校に継承）。
- 2015年3月 - 閉校。長野県佐久平総合技術高等学校に統廃合。

## 教育目標
- 人間としてお互いに人格を尊重しあう態度の育成
- 責任を重んじ規律を守る態度並びに自主自立の精神の涵養
- 観察力と創造的思考力の育成
- 豊かな情操を養う
- 明るく楽しい学園の建設

## 出身者
- 青木亮キックボクシング元アマチュア日本チャンピョン
- 土屋紘（プロ野球選手）

## 校章
- 校章

## 校歌・応援歌
- 校歌（作詞：窪田空穂 作曲：信時潔）

## 最寄駅
- 東日本旅客鉄道小海線：龍岡城駅